# Semence paysanne
Les semences paysannes, dites encore de pays ou anciennes, sont celles qu'un agriculteur prélève dans sa récolte en vue d'un semis ultérieur mais qui, contrairement aux semences de ferme, ne sont pas préalablement issues de semences certifiées achetées à un semencier. Les semences paysannes sont donc des semences directement issues de celles que les paysans ont sélectionnées et multipliées dans leurs champs avant le développement au XIXe siècle de la sélection variétale en lignée pure moderne. On parle couramment dans le cas des semences paysannes de variété population pour marquer l'importance de la diversité génétique au sein de la même variété. Ces semences représentent la majorité de celles utilisées en agriculture vivrière, et on estime à environ 1,4 milliard le nombre d'agriculteurs utilisant des procédés traditionnels de sélection. Longtemps négligées par les chercheurs, ces semences bénéficient d'un regain d'intérêt, notamment à la suite des actions d'agriculteurs, issus du monde développé comme de pays en développement, associés à différentes ONG, qui en montrent l'intérêt agronomique mais aussi écologique puisque favorisant fortement la biodiversité. La recherche, souvent participative, autour de ces semences, tout comme leur distribution et leur commercialisation se heurte toutefois à des obstacles juridiques et réglementaires tant au niveau national que supranational.
Ces semences peuvent être des graines ou des boutures (stolons, bulbes, rhizomes, tubercules). Par ailleurs, jusque dans les années 1950, en arboriculture le greffage très pratiqué par les paysans et les jardiniers a énormément contribué à la diffusion des variétés de pays.

## Émergence du concept de semences paysannes[2]
L'appellation « semences paysannes », de création récente, qui n'a pas en elle-même d'existence juridique, recouvre une réalité plus ancienne qui a suscité l'intérêt des scientifiques. La prise en compte de l'impact de la biodiversité sur le développement de l'agriculture, notamment l'érosion génétique, rapportée tant aux techniques agricoles qu'au cadre juridique dans lequel elles se pratiquent entraîne un regain d'intérêt pour les techniques traditionnelles de sélection des semences. En France, l'opposition à la commercialisation de plantes génétiquement modifiées, tout autant qu'à un cadre légal très strict fait émerger en 2003 le terme de semences paysannes.

### Industrialisation de l'agriculture
Depuis les débuts de l'agriculture, la sélection et la multiplication des semences, ainsi que la conservation et le renouvellement de la biodiversité cultivée, est le produit du travail des agriculteurs qui prélèvent dans leur récolte les semences destinées à la récolte suivante.
Au XIXe siècle, le modèle des herd-books initialement constitués pour la sélection des chevaux et des chiens de chasse se répand en agriculture. D'abord aux animaux avec la fixation de « races » puis aux plantes avec la détermination de « variétés ». Une nouvelle profession apparaît tant en Europe qu'aux États-Unis : le « semencier ». En France, la figure emblématique est Pierre Louis François Lévêque de Vilmorin (1816-1860) qui développe l'idée qu'il est possible de créer de nouvelles variétés en croisant des « lignées ». La nouvelle sélection intervient donc en deux temps :
- elle isole des lignées « pures » issues d'un très petit nombre d'individus voire d'une reproduction autogame contrainte pour les plantes allogames.
- elle croise ces lignées soit pour en faire des hybrides F1 soit pour isoler par sélection une nouvelle lignée ayant hérité des caractères recherchés (on parle de caractère d'intérêt) qui étaient présents dans les deux lignées parentes.

La semence des semenciers se développe d’abord sur les meilleures terres à blé plus faciles à homogénéiser par le travail des bœufs et les fumures organiques abondantes. La généralisation des engrais de synthèse et des pesticides tout comme l'adoption de la mécanisation permettront son extension à des terroirs plus difficiles. L'usage de semences issues d'un semencier s'étend en Europe de l'Ouest à la majorité des espèces et des terres cultivées.
Parallèlement à ces développements d'ordres techniques et économiques se met en place un système juridique afin de garantir la qualité des semences et de protéger acheteurs et producteurs des contrefaçons abusives.

### Institution de la certification en France
Pour ce qui est de la France, tandis que les semenciers mettent en place en avril 1884 la première Station nationale d'essais de semences, chargée d’analyser les qualités techniques des semences commerciales (et seulement d'elles), la loi du 1er août 1905 relative à la répression des fraudes dans la vente des denrées alimentaires et des produits agricoles offre un premier cadre juridique permettant de réglementer la qualité des semences, à l'initiative d'Émile Schribaux. Le 5 décembre 1922, un décret crée un « registre des plantes sélectionnées » et institue le Comité de contrôle des semences chargé de dresser une première liste des variétés de blé cultivé (« catalogue synonymique » ) et définit les normes de qualité — pureté variétale et taux de germination — d’un « blé de semence ». Le décret du 8 juillet 1923 fixe les conditions d'inscription d'une nouvelle variété de blé. Le décret du 26 mars 1925 sur la répression des fraudes dans le commerce des semences de blé interdit la vente de semences de blé autrement que sous leur nom variétal tel qu'il est enregistré dans le registre. Le 16 novembre 1932 sont créés par décret le « catalogue des espèces et variétés de plantes cultivées » et le « registre des plantes sélectionnées de grandes cultures ». Ce décret renforce le rôle du CCS et étend ses prérogatives à l’avoine, aux pommes de terre, à l’orge, aux betteraves fourragères et au maïs. (Les espèces potagères seront les dernières à rentrer dans le catalogue au début des années 1960 ; il faut également y ajouter désormais les variétés de conservation). Le décret du 24 février 1942 institue le CTPS qui remplace dès lors le Comité de contrôle des semences. Le décret du 11 juin 1949 vient interdire toute commercialisation, à titre onéreux ou gratuit, de semences n’appartenant pas à une variété inscrite au catalogue. S'ils doivent désormais obligatoirement passer par les semenciers agréés et contrôlés pour se fournir en semence, les agriculteurs conservent toutefois le droit à ressemer leur propre récolte. En pratique ce droit est toutefois limité par la perte de qualité de ces variétés commerciales après quelques re-semis successifs.
Le Catalogue communautaire est créé en 1970.
En effet, selon la réglementation, les semences paysannes pour être mises en marché, auraient dû suivre les mêmes règles d'homologation que les autres semences. Or les variétés populations de par leur diversité intra-variétales sont moins homogènes que les variétés-lignées. De plus, l'inscription au catalogue est un processus coûteux qui dissuade l'inscription de variétés locales à faible diffusion et donc à faible marché potentiel.[réf. nécessaire]
« L’approche technique, selon laquelle les lignées homogènes sont plus efficaces que les populations hétérogènes des paysans, rejoint la logique commerciale d’après laquelle il est plus facile de délimiter des droits de propriété et de vendre des objets précis plutôt que des objets flous qui se recoupent et se chevauchent »

### Exemple du blé en France
Jusqu'en 1830, toutes les céréales cultivées en France sont des variétés-populations locales et traditionnelles plus ou moins homogènes (mélanges d'épis barbus et non barbus, de couleurs différentes, de tailles différentes…). À partir de 1830, le marquis de Noé, qui a des terres dans le Gers, propage la culture d'un blé meunier qui avait été prélevé par un meunier de Neyrac dans une cargaison en provenance de Crimée. Ce blé, également appelé blé bleu, est certes sensible à la rouille et au froid, mais est productif, précoce et résistant à la verse ; son grain est apprécié des meuniers : de ce blé, qui se développe rapidement jusque dans le Bassin parisien, seront tirées différentes variétés par sélection massale : Rouge de Bordeau, japhet, Gros bleu.
Au même moment, des blés anglais, très productifs, résistants à la verse et à la rouille, mais parfois trop tardifs en zone séchantes, sont introduits au nord de la France : Chiddam, Goldendrop, Prince Albert, Victoria. Ces blés, issus d'un processus de sélection variétale sur une période d'une dizaine d'années à partir d'un seul épi, constituent les premières lignées pures mises au point en France.
Dans les années 1870, la famille de Vilmorin, marchand de graines, ainsi que des agriculteurs, entreprennent d'hybrider manuellement ces blés anglais avec le blé de Noé. « Dattel », obtenu par Vilmorin en 1883, fut le premier hybride français. Les blés hybrides - distincts dans leur nature des hybrides F1 actuels- « Bon fermier », « Hâtif inversable », « Vilmorin 23 » et « Vilmorin 27 » connaissent un grand succès.
En conséquence, les agriculteurs sélectionneurs tels que Benoist, Desprez et Vilmorin se spécialisent dans le métier de sélectionneur.
Les blés de pays deviennent minoritaires à partir de 1920, et après l'accélération de la sélection qui s'opère à partir des années 1940 qui aboutit à la création des blés modernes, ils disparaissent quasiment totalement des champs vers 1980. Les variétés de pays françaises n'ont quasiment pas été utilisées par les sélectionneurs qui ont surtout eu recours aux variétés étrangères ainsi qu'aux graminées sauvages (pour trouver des gènes de résistance aux maladies).
Le nombre total de variétés inscrites au Catalogue passe de 385 variétés en 1936 à 131 en 1955 et à 65 en 1966. Concernant le blé tendre, plus précisément, sur une vingtaine de variétés de pays inscrites au catalogue en 1937, il n’en reste plus aucune en 1966.
En 1984, l'INRA et l'INA initient un programme de recherche intitulé « gestion dynamique des populations de blé ».
Des agriculteurs ont maintenu la culture de variétés dites « anciennes » tandis que le centre de ressources génétiques de Clermont-Ferrand conserve dans ses congélateurs une importante collection (conservation ex situ) : c'est à partir de ces deux sources que les premières tentatives de remise en culture se font, d'abord de façon dispersée et essentiellement individuelle, puis de façon plus concertée à travers notamment le réseau Semences Paysannes qui se constitue en février 2003 à la suite du colloque d'Auzeville.

### Une question ancienne, longtemps négligée
Dès la fin du dix-neuvième siècle, des scientifiques se soucient des semences de pays. Des efforts renouvelés sont faits pour cerner cette question, ce qui se traduit par l'apparition de multiples définitions.
La question de la conservation des variétés de pays est très brièvement évoquée dès 1890 lors d'un congrès international d'agriculture et de sylviculture ; ce point est encore soulevé lors d'un autre congrès de 1906, de nouveau sans qu'aucune résolution ne soit prise à ce sujet. En 1927 toutefois, cette question fait l'objet de réflexions soutenues lors du congrès international d'agriculture qui se tient à Rome sous l'égide de l'Institut agronomique international, l'immédiat précurseur de la FAO. Déjà les agronomes conçoivent que le progressif abandon des variétés-population priverait les sélectionneurs d'un pool génétique où puiser pour renouveler les semences : des recommandations sont émises en faveur de la conservation des variétés anciennes in situ, sur la ferme par les paysans eux-mêmes ou sur des sites d'enseignement. Seule l'Autriche initie des mesures dans cette direction, qui ne durent que quelques années. Aux États-Unis en 1936, Harlan et Martini appellent à la conservation des variétés de pays. Cette question connaît encore quelques échos au sein du International Biological Program de 1964 à 1974.
Le terme de Landrace ne figure pas dans le Code international pour la nomenclature des plantes cultivées. N'étant ni uniforme ni stable une variété de pays ne peut être considérée comme un cultivar.
Différents auteurs de nationalités variées ont proposé des définitions qui tantôt s'avèrent trop restrictives tantôt seulement largement descriptives. Ainsi, de Von Rümker en 1908 ; Mansholt en 1909 ; Kiessling puis Tschermak en 1912 ; Schindler en 1918 ; Fruwirth et Roemer en 1921 ; Fruwirth de nouveau en 1930 ; Banga en 1944 ; Kuckuck en 1952. On ne retrouve pas de tentatives de définitions entre les années 1953 et 1974 ce qui reflète sans doute les évolutions de la recherche et de la pratique agricoles ayant cours alors.
La prise de conscience de l'érosion génétique, qui s'affirme à la fin des années 1960, génère d'autres propositions. En 1975, Harlan prenant acte de la complexité de ce qui constitue une variété de pays, n'en propose pas une définition mais une description. Suivent les propositions de Brown en 1978, de Frankel et Soulé en 1981, de Hawkes en 1983, de Martin et Adams en 1987, et la même année de Jacquemart -qui distingue la variété régionale de la variété locale-, de Marchenay en 1987, de Rieger en 1991, d'Astley en 1991, de Voss en 1992, de Prospéri en 1994, de Bellon et Brush en 1994. En 1994 Cleveland introduit la notion de folk varieties. qui sera aussi utilisée par Soleri et Smith en 1995.Les propositions continuent avec Louette puis Teshome en 1997…
Les traductions du terme Landrace sont variables. Cela est traduit en néerlandais par landras/ boerenras, en allemand par Landrasse/Landsorte/Natursorte, en suisse allemand par Hofsorte, en espagnol par variedad local, et en arabe par baladi. En français, cela est rendu par variétés rustiques ou par variété paysanne (Jacquemart, 1987).
La préoccupation des chercheurs concernant la perte de biodiversité agricole, recevant plus d'écho et plus de crédit[réf. nécessaire], mène à différentes initiatives. En France par exemple, sous l'impulsion du biologiste Jean Pernès, est créé le Bureau des ressources génétiques (BRG).
L'Académie d'agriculture de France réalise des synthèses montrant qu'il est nécessaire d'être prudent quant à l'évaluation de l'évolution de la diversité génétique des plantes cultivées 
Au niveau international, d'importants traités sont conclus. À la suite de la signature en 1992, de la Convention des Nations unies sur la diversité biologique, l'Europe adopte la directive 98/95/CE qui introduit pour la première fois dans la réglementation européenne le terme de variété de conservation. Le Traité international sur les ressources phytogénétiques pour l'alimentation et l'agriculture adopté en 2001, vient s'opposer tant aux conventions UPOV défendant les droits des obtenteurs qu'au système de brevet sur le vivant, en affirmant le droit des agriculteurs.
L'inquiétude devant cette perte de biodiversité motive aussi des agriculteurs qui, en infraction avec la loi, maintiennent les variétés populations locales[réf. nécessaire].

## Apparition en France du concept de semences paysannes
En 1998, une proposition de loi européenne (98/95/CE) annonce en préambule l'intérêt des variétés locales, des « landraces » et introduit le terme de « variété de conservation ». La Directive 2008/62/CE pour les grandes cultures issue de ce travail introduit des dispositions où le terme de « landraces » est diversement traduit : si dans la plupart des pays, le terme est traduit par « variétés locales » ou « variétés de pays », en France il est rendu par « races primitives » et en Italie par « écotypes ».
En 2001, l'association AgroBio Périgord initie un projet d'expérimentation sur les variétés de populations de maïs.
Ce néologisme apparaît en 2003 à l'occasion du colloque d'Auzeville. Il n'est d'ailleurs pas alors explicitement défini ; sa signification est même d'abord laissée délibérément ouverte au début tandis qu'une pétition intitulée « Sauvons les semences paysannes » recueille 50 000 signatures en septembre 2004. Les premières assemblées générales du réseau Semences Paysannes travailleront à définir ce qu'est une semence paysanne.
En 2009, le Réseau Semences Paysannes donne cette définition : « Nous entendons par « variétés paysannes », les variétés que nous, paysans, sélectionnons et que nous ressemons et continuons à faire évoluer dans nos champs pour les adapter à de nouvelles nécessités agronomiques, alimentaires, culturelles, ou dues aux changements climatiques. Nous considérons que ces activités sont un droit imprescriptible de chaque paysan, chaque jardinier et qu’il nous appartient de plein droit de gérer collectivement le « patrimoine génétique » issu de milliers d’années de travail de nos ancêtres paysans ».
Cette appellation désigne des variétés non hybrides, libres de droit de propriété qui peuvent être ressemées et sélectionnées par l'agriculteur sur sa ferme. Cette appellation vise à distinguer ces semences autant des semences de ferme que des semences certifiées développées à partir du XIXe siècle et généralisée au XXe siècle.
Sur les 18 millions d’hectares cultivés en France, 2 000 hectares utilisent des semences paysannes, soit 0,01 % des surfaces tandis qu’à l’échelle mondiale, quatre multinationales contrôlent 50 % du marché.

## Mouvement mondial
Le renouveau des semences paysannes s'effectue simultanément dans plusieurs pays, notamment au Brésil et en Syrie (rappelons que la Syrie est le berceau historique du blé).
Les organisations collectives de gestion des semences paysannes sont apparues au Brésil dans les années 1980.

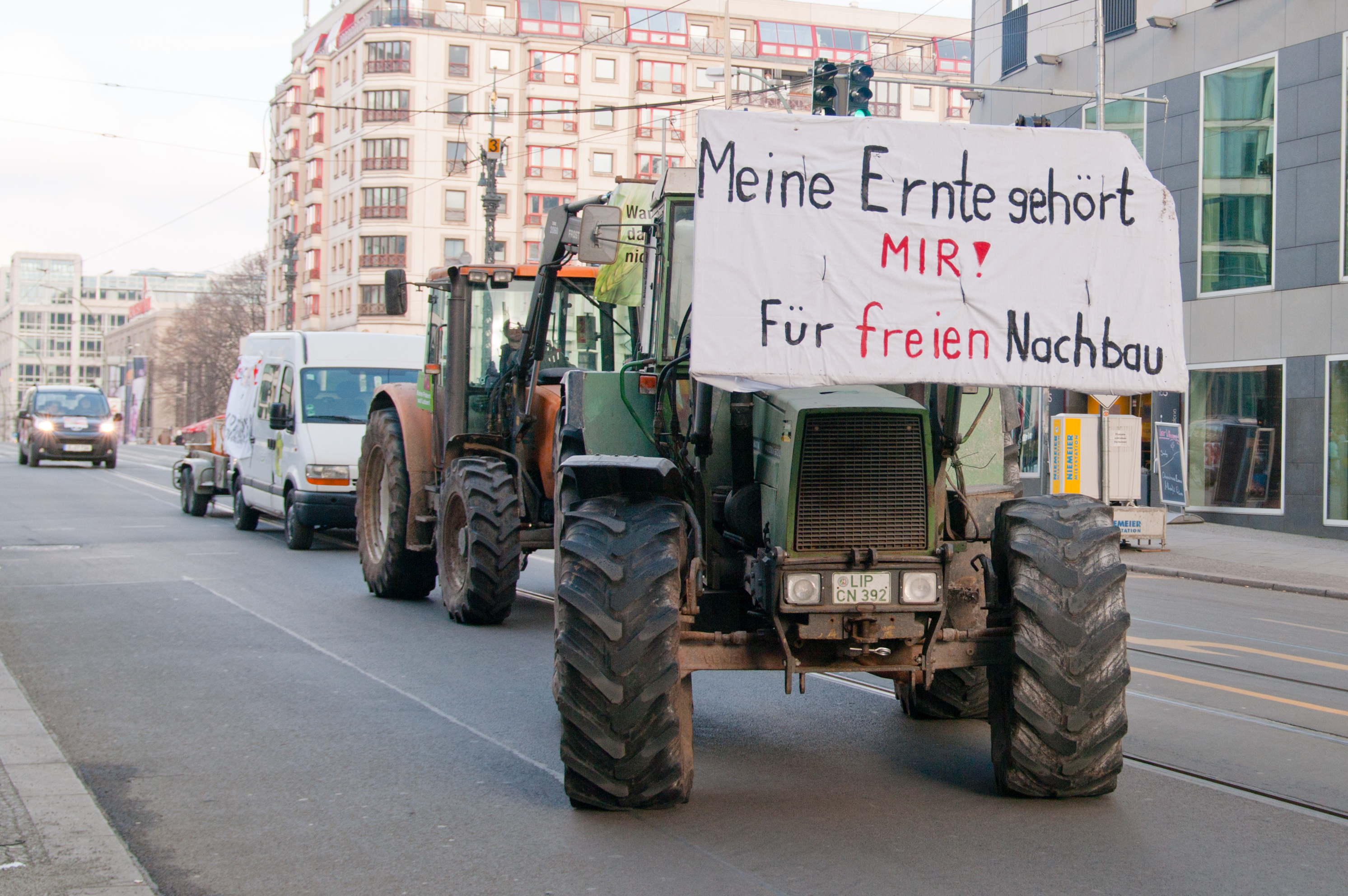
Affiche en faveur des semences paysannes sur le modèle des revendications féministes : Ma récolte m'appartient ! Allemagne, 2013.

En Europe, des réseaux se structurent autour de ce thème, en France ( Réseau Semences paysannes), en Espagne (Red de semillas), en Italie (Rete Semi Rurali), en Angleterre (Heritage Seed Library), en Allemagne, en Autriche (Interessengemeinschaft für gentechnikfreie Saatgutarbeit), en Hongrie (Protect the Future).

### France
Le droit d'accès aux semences paysannes est particulièrement défendu par les syndicats Confédération paysanne et Coordination rurale (« Sans semences, pas de paysan »).
Une initiative de paysans et de trieurs qui rencontre d'abord un timide appui de quelques chercheurs. En mai 2005 dans le cadre de la convention liant l'INRA à la confédération paysanne s'est tenu à Angers un colloque « Quelles variétés et semences pour des agricultures paysannes et durables », qui a officialisé la coopération entre les réseaux de paysans-sélectionneurs et la recherche agronomique.
En novembre 2006 se tient à Djerba la rencontre méditerranéenne sur les semences paysannes.
En juin 2009 RSP organise quatre journées de rencontres entre paysans venant d'Europe et de quelques pays méditerranéens « Renaissance de la biodiversité céréalière et du savoir-faire paysan »(RENABIOS).
En 2011, la Coordination Rurale s'oppose au projet de loi COV (Certificats d'obtention végétale) contre les semences fermières.
En septembre 2012, le Réseau Semences Paysannes organise au Centre des Congrès de Boulazac, dans le Périgord, les Rencontres Internationales des Maisons des Semences Paysannes.
En mai 2020, la vente de semences paysannes à des jardiniers amateurs est autorisée en France.

### Brésil
La loi de semences no 10.711 parue en 2003, qui reconnaît l'existence des « cultivars locaux, variétés traditionnelles et créoles » autorise les membres de communautés paysannes à « multiplier ces semences et plants, à les donner, échanger et commercialiser entre eux » ; ces semences sont en outre exemptées de toute inscription au catalogue officiel brésilien.
Ces variétés sont ainsi définies :
- elles sont « développées, adaptées et produites par des structures agricoles familiales, autochtones ou issues de la réforme agraire » ;
- elles ont des caractères phénotypiques bien définis et reconnus par les différentes communautés locales ;
- leur distinction s'opère suivant des critères socioculturels et environnementaux établis par le Ministère de l’Agriculture qui ne doivent pas être « substantiellement similaires » à ceux des variétés commerciales.

### Italie
Entre 1997 et 2004, huit des dix-huit gouvernements régionaux de l'Italie ont adopté leurs propres lois sur les ressources génétiques locales (la Toscane une première fois en 1997 ; le Latium en 2000 ; puis les Abruzzes, Molise, l’Ombrie, le Trentin Haut Adige, le Frioul-Vénétie Julienne et la Marche ; la Toscane en novembre 2004).
Au niveau national, une loi sur les semences est édictée en 2001 qui transpose la directive 98/95/EC.

### Afrique de l'Ouest
En Afrique de l'Ouest, les agriculteurs, qui disposent de petites exploitations et de peu de moyens financiers, utilisent encore, pour l'essentiel, des semences paysannes.
Les producteurs sélectionnent les semences, ils en assurent la conservation et la distribution. Beaucoup d'entre eux, dans le cadre d'organisations paysannes, créent des « cases de semences », aussi appelées « maisons de semences ». Des activités diverses s'y déroulent : collecte et tri des semences, élaboration de fiches d'identification, stockage et amélioration des techniques de conservation. Ces « cases de semences » sont aussi des lieux d'échanges de pratiques et de formation.
Au Sénégal, en 2019, l'association Am Be Koum Solidarité (ABK-S) a construit un modèle de grenier, dit « grenier traditionnel amélioré ». Ce grenier est construit à l'aide de matériaux locaux, qui permettent de stocker 250 kg de semences, dans des conditions optimales de conservation. Ce modèle est actuellement en cours de diffusion dans plusieurs pays d'Afrique.
La COASP Burkina (Comité Ouest-Africain des Semences Paysannes) a organisé, en novembre 2019, la Foire ouest-africaine des semences paysannes à Tenkodogo(Burkina Faso). Elle a porté sur le thème « Echangeons librement et sauvegardons nos semences paysannes, nos savoirs, et savoir faire pour la souveraineté alimentaire et nutritionnelle en Afrique de l’Ouest ». Elle a rassemblé 300 participants, de 18 pays. Il existe un reportage vidéo sur la foire.

## Propriété intellectuelle
Le concept de semences paysannes est une marque déposée, notamment par l'association loi de 1901 Réseau Semences paysannes, et protégée à ce titre par l'INPI.

## Obstacles au développement des semences paysannes
- Environnement juridique très peu favorable.
  - Le règlement (UE) 2018/848 du 30 mai 2018 relatif à la production biologique et à l’étiquetage des produits biologiques, paragraphe (37)[21] autorise la commercialisation de semences ne disposant pas de COV et ne répondant donc pas aux critères DHS. Ce règlement entre en vigueur au 1er janvier 2021 après rédaction des actes délégués en précisant l'application.
- Divers obstacles techniques tous liés à la petite taille de l'emblavement : manque de matériel de triage et de récolte adapté, information difficile à rassembler et ou transmettre, savoir-faire à reconstituer…
- Manque de collaboration de la recherche scientifique.

## Semences paysannes et semences fermières
Les semences paysannes sont souvent confondues avec les semences fermières. Toutefois, il s'agit de deux types de semences génétiquement très différentes.
Elles ont en commun d'être généralement produites à la ferme et de ne pas faire appel aux techniques d'ingénierie génétique comme les transferts artificiels de gènes ou les cultures de méristèmes (ce qui ne préjuge nullement du niveau d'expertise de l'agriculteur multiplicateur).
- Les semences fermières sont la reproduction ou la production à la ferme :
  - de semences-lignées produites par les sélectionneurs (ceci n'est possible que dans le cas de plantes autogames comme le blé),
  - des hybrides ou mélanges d'hybrides obtenus en alternant les groupes de rangs de variétés commerciales préférentiellement allogames et suffisamment différentes (dans le cas du maïs la variété choisie comme femelle doit être castrée pour éviter la formation de graines par autogamie, les rangs femelles sont ensuite récoltés à part pour donner la semence),

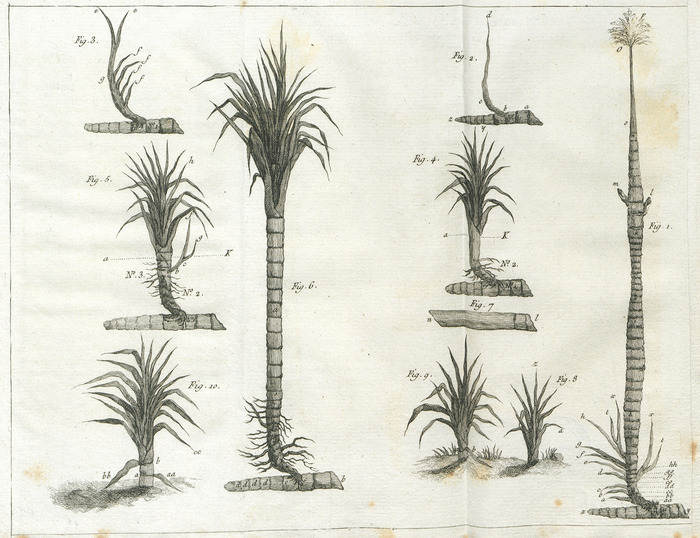
Développement d'une tige de canne à sucre et de ses nouvelles racines à partir d'une bouture.

  - Développement d'une tige de canne à sucre et de ses nouvelles racines à partir d'une bouture.d'individus identiques (clones) obtenus par multiplication végétative (boutures, etc.); au niveau mondial, c'est une méthode très utilisée y compris pour des cultures majeures comme la patate douce[22], la canne à sucre et l'igname.
- Les semences paysannes sont des variétés-populations obtenues par sélection massale, distinctes des variétés-lignées ou bien ce sont des clones; elles sont issues de l'évolution des variétés traditionnelles.

Pour prendre une image musicale, les semences fermières correspondent à la reprise d'une chanson dont l'auteur est connu. Les semences paysannes correspondent à l'adaptation de chansons folkloriques dont les auteurs initiaux ne sont pas connus.
La loi du 8 décembre 2011 légalise la production de semences de ferme de variétés protégées en contre-partie d'une rémunération de l'obtenteur de la variété. La production de semences de ferme de variétés du domaine public est possible et gratuite.

## Faculté germinative
La faculté de germination est l'une des principales qualités exigée d'une semence quelle que soit son origine. Elle peut être aussi déterminée à la ferme. L'institut Arvalis fournit des protocoles.